# بنك الخليج التجاري

## التأسيس
بنك الدفاع التجاري (الخليجي) تم منحه الترخيص التجاري لمزاولة أعماله في شهر يناير 2007 في دولة قطر.

## الخدمات
سوف يوفر بنك الخليج التجاري مجموعة متنوعة من المنتجات المالية والخدمات المصرفية التجارية والاستثمارية، من ابرزها التمويل الاستثماري والتمويل بضمان اوراق تجارية أو غيرها، وتوظيف الاموال وتملك أو تأسيس اوالمشاركة في المشروعات الاستثمارية في القطاعات المختلفة، بالإضافة إلى القيام بجميع عمليات الاستيراد والتصدير الخاصة بمختلف البضائع والسلع
أيضا يتطلع البنك لتوسعة خدماته بفتح فروع في الخارج ابتداء من دول مجلس التعاون الخليجي.

## الاكتتاب العام
بدأ الأكتتاب العام للبنك في دولة قطر بتاريخ 15 ابريل 2007 وذلك على النحو التالي

## المؤسسون
يمتلك المساهمين المؤسسين للبنك وعددهم 191 مستثمر، ينتمون إلى دولة قطر، سلطنة عمان، دولة الإمارات، دولة الكويت ومملكة البحرين 43% من رأس المال المصرح للبنك، وتم دفع نسبة 50% عن الاكتتاب في الاسهم المطروحة وقدره 312 مليون سهم بقيمة 1.56 ريال قطري من رأس المال العادي

## المكتتبون القطريون
أكتتب القطريين بما يعادل 17% من رأس مال البنك أي 120 مليون سهم بقيمة أسمية تعادل 10 ريالات قطرية للسهم الواحد، سدد منه 5 ريالات من القيمة الاسمية عند الأكتتاب بالإضافة إلى ربع ريال كمصاريف تأسيس

## المكتتبون الخليجيون
أكتتب الخليجيين بما يعادل 40% من رأس مال البنك أي 288 مليون سهم بقيمة أسمية تعادل 10 ريالات قطرية للسهم الواحد، سدد منه 5 ريالات من القيمة الاسمية عند الأكتتاب بالإضافة إلى ربع ريال كمصاريف تأسيس

## إجمالي الأكتتاب
| المستثمرون | نسبة الأسهم | عدد الأسهم | قيمة السهم            | إجمالي المبلغ   |
| ---------- | ----------- | ---------- | --------------------- | --------------- |
| المؤسسون   | 43%         | 312 مليون  | 10 (المدفوع 5 ريالات) | 1.56 مليار ريال |
| القطريون   | 17%         | 120 مليون  | 10 (المدفوع 5 ريالات) | 600 مليون ريال  |
| الخليجيون  | 40%         | 288 مليون  | 10 (المدفوع 5 ريالات) | 1.44 مليار ريال |
| الإجمالي   | 100%        | 720 مليون  | 10 (المدفوع 5 ريالات) | 3.6 مليار ريال  |

## التخصيص
| الأسهم المطلوبة | القيمة (بالريال القطري) | الأسهم المخصصة | القيمة (بالريال القطري) |
| --------------- | ----------------------- | -------------- | ----------------------- |
| 500             | 2625                    | 500            | 2625                    |
| 600             | 3150                    | 600            | 3150                    |
| 700             | 3675                    | 700            | 3675                    |
| 800             | 4200                    | 800            | 4200                    |
| 1000            | 5250                    | 1000           | 5250                    |
| 2000            | 10500                   | 1220           | 6405                    |
| 3000            | 15750                   | 1440           | 7560                    |
| 4000            | 21000                   | 1660           | 8715                    |
| 5000            | 26250                   | 1880           | 9870                    |

## مواقع ذات صلة
موقع بنك الخليج التجاري